# Лос Чивос, Мате Гвајабо (Алварадо)
Лос Чивос, Мате Гвајабо (шп. Los Chivos, Mate Guayabo) насеље је у Мексику у савезној држави Веракруз у општини Алварадо. Насеље се налази на надморској висини од 10 м.

## Становништво
Према подацима из 2005. године у насељу су живела 4 становника.

### Хронологија
| Година       | 2000       | 2005 |
| ------------ | ---------- | ---- |
| Становништво | 15 (9 / 6) | 4    |

### Попис
| # | Индикатор                        | Вредност |
| - | -------------------------------- | -------- |
| 1 | Укупно појединачних домаћинстава | 1        |